# Iproniazyd
Iproniazyd – organiczny związek chemiczny, lek tuberkulostatyczny, o działaniu przeciwdepresyjnym. Uważa się go za pierwszy lek przeciwdepresyjny. Należy do grupy inhibitorów MAO. Wycofany z użycia z powodu hepatotoksyczności.